# Lionel Lewis
Lionel Lewis (Singapore, 16 dicembre 1982) è un ex calciatore singaporiano, di ruolo portiere.